# Centropus chlororhynchus
Il cucal beccoverde o cuculo fagiano di Sri Lanka (Centropus chlororhynchus Blyth, 1849) è un uccello della famiglia Cuculidae.

## Distribuzione e habitat
Questo uccello è endemico dello Sri Lanka.

## Tassonomia
Centropus chlororhynchus non ha sottospecie, è monotipico.